# تشستنوت (نيويورك)
تشستنوت (بالإنجليزية: Chestnut Ridge, New York)‏ هي بلدة تقع في الولايات المتحدة في مقاطعة روكلاند، نيويورك. يقدر عدد سكانها بـ 7,916 نسمة ومساحتها 12.8 كم2 وترتفع عن سطح البحر 126 متر.

## التركيبة السكانية
حدّد مكتب تعداد الولايات المتحدة بيانات التركيبة السكانية لتشستنوت في تعداد الولايات المتحدة. في ما يلي، التركيبة السكانية حسب تعدادي 2000 و2010.

### تعداد عام 2000
بلغ عدد سكان تشستنوت 7,829 نسمة بحسب تعداد عام 2000، وبلغ عدد الأسر 2,551 أسرة وعدد العائلات 2,108 عائلة مقيمة في القرية. في حين سجلت الكثافة السكانية 610.2 نسمة لكل كيلومتر مربع (1,580.4/ميل2). وبلغ عدد الوحدات السكنية 2,601 وحدة بمتوسط كثافة قدره 202.7 لكل كيلومتر مربع (525.0/ميل2).
وتوزع التركيب العرقي للقرية بنسبة 73.96% من البيض و13.87% من الأمريكيين الأفارقة و0.13% من الأمريكيين الأصليين و6.74% من الأمريكيين ذوي الأصول الآسيوية و0.06% من سكان جزر المحيط الهادئ و2.68% من الأعراق الأخرى و2.55% من عرقين مختلطين أو أكثر و8.09% من الهسبانيون أو اللاتينيون من أي عرق.
بلغ عدد الأسر 2,551 أسرة كانت نسبة 35.3% منها لديها أطفال تحت سن الثامنة عشر تعيش معهم، وبلغت نسبة الأزواج القاطنين مع بعضهم البعض 72.2% من أصل المجموع الكلي للأسر، ونسبة 7.3% من الأسر كان لديها معيلات من الإناث دون وجود شريك، بينما كانت نسبة 3.1% من الأسر لديها معيلون من الذكور دون وجود شريكة وكانت نسبة 17.4% من غير العائلات. تألفت نسبة 13.6% من أصل جميع الأسر من عدة أفراد يعيشون في نفس المنزل ونسبة 6.6% كانت تتألف من شخص يعيش بمفرده يبلغ من العمر 65 عاماً أو أكثر. وبلغ متوسط حجم الأسرة المعيشية 2.87، أما متوسط حجم العائلات فبلغ 3.12.
بلغ العمر الوسطي للسكان 41.5 عاماً. وكانت نسبة 20.6% من القاطنين تحت سن الثامنة عشر، وكانت نسبة 5.4% بين الثامنة عشر والرابعة والعشرين عاماً، ونسبة 25.8% كانت واقعةً في الفئة العمرية ما بين الخامسة والعشرين والرابعة والأربعين عاماً، ونسبة 28.4% كانت ما بين الخامسة والأربعين والرابعة والستين، ونسبة 13.2% كانت ضمن فئة الخامسة والستين عاماً فما فوق. يوجد لكل 100 أنثى 96.4 ذكر، ويوجد لكل 100 أنثى في الثامنة عشر من عمرها فما فوق 92.7 ذكر.
بلغ متوسط دخل الأسرة في القرية 86,468 دولارًا، أما متوسط دخل العائلة فبلغ 95,551 دولارًا. وكان متوسط دخل الذكور 57,420 دولارًا مقابل 43,548 دولارًا للإناث. وسجل دخل الفرد الخاص بالقرية 33,227 دولارًا. وكانت نسبة 0.9% من العائلات ونسبة 3.5% من السكان تحت خط الفقر، وكان من هؤلاء نسبة 0.6% تحت سن الثامنة عشر ونسبة 5% في الخامسة والستين من العمر وما فوق.

### تعداد عام 2010
بلغ عدد سكان تشستنوت 7,916 نسمة بحسب تعداد عام 2010، وبلغ عدد الأسر 2,676 أسرة وعدد العائلات 2,023 عائلة مقيمة في القرية. في حين سجلت الكثافة السكانية 617 نسمة لكل كيلومتر مربع (1,598.0/ميل2). وبلغ عدد الوحدات السكنية 2,796 وحدة بمتوسط كثافة قدره 217.9 لكل كيلومتر مربع (564.4/ميل2).
وتوزع التركيب العرقي للقرية بنسبة 68.70% من البيض و17.52% من الأمريكيين الأفارقة و0.06% من الأمريكيين الأصليين و8.14% من الأمريكيين ذوي الأصول الآسيوية و0.08% من سكان جزر المحيط الهادئ و3.09% من الأعراق الأخرى و2.41% من عرقين مختلطين أو أكثر و11.05% من الهسبانيون أو اللاتينيون من أي عرق.
بلغ عدد الأسر 2,676 أسرة كانت نسبة 32% منها لديها أطفال تحت سن الثامنة عشر تعيش معهم، وبلغت نسبة الأزواج القاطنين مع بعضهم البعض 64.3% من أصل المجموع الكلي للأسر، ونسبة 8.1% من الأسر كان لديها معيلات من الإناث دون وجود شريك، بينما كانت نسبة 3.2% من الأسر لديها معيلون من الذكور دون وجود شريكة وكانت نسبة 24.4% من غير العائلات. تألفت نسبة 20.7% من أصل جميع الأسر من عدة أفراد يعيشون في نفس المنزل ونسبة 12.1% كانت تتألف من شخص يعيش بمفرده يبلغ من العمر 65 عاماً أو أكثر. وبلغ متوسط حجم الأسرة المعيشية 2.89، أما متوسط حجم العائلات فبلغ 3.35.
بلغ العمر الوسطي للسكان 44.7 عاماً. وكانت نسبة 23.5% من القاطنين تحت سن الثامنة عشر، وكانت نسبة 6.2% بين الثامنة عشر والرابعة والعشرين عاماً، ونسبة 20.8% كانت واقعةً في الفئة العمرية ما بين الخامسة والعشرين والرابعة والأربعين عاماً، ونسبة 30.2% كانت ما بين الخامسة والأربعين والرابعة والستين، ونسبة 19.2% كانت ضمن فئة الخامسة والستين عاماً فما فوق. وتوزع التركيب الجنسي للسكان بنسبة 48.6% ذكور و51.4% إناث.